# Digimon: Digital Monsters
A Digimon: Digital Monsters (japán: デ ジ モ ン ア ド ベ ン チ ー, Hepburn: Dejimon Adobenchā) egy 1999 és 2000 közötti japán anime televíziós sorozat, amelyet Akiyoshi Hongo készített, és amelyet a Toei Animation készített a WiZ, a Bandai és a Fuji Televízióval együttműködésben. Ez az első anime sorozat a Digimon média franchise-ban, az azonos nevű virtuális kisállat alapján.
A sorozatot Japánban 1999. március 7-től 2000. március 26-ig sugározták. A sorozat összesen ötvennégy epizódot ért meg. Egy nappal a televíziós sorozat sugárzása előtt egy 1999-es, azonos nevű rövidfilmet vetítettek a színházakban. A televíziós sorozat futtatása után, 2000. március 4-én, a Gyerekháború játék című film folytatása! kiadták a színházakban. Mindkét filmet Digimon: The Movie-ként 2000. október 6-án, Észak-Amerikában állították össze és adták ki.

## Teremtés
A grafikák a híres japán rajzfilmekre hivatkoznak, különösen Pokémonra, majd hozzáadják azt a kalandtémát, amely visszahozta a Jurassic Park saga korábbi éveit